# Поњушина (Фојница)
Поњушина је насељено место у Босни и Херцеговини у општини Фојница. Административно припада Федерацији Босне и Херцеговине, односно њеном Средњобосанском кантону. Према попису становништва из 2013. у насељу је било 31 становника, а већинску популацију чинили су Хрвати.

## Становништво
По последњем службеном попису становништва из 2013. године у овом насељу живело је 31 становника, а село је било етнички хомогено са већинском хрватском популацијом.
| Националност | 2013. | 1991.       | 1981.        | 1971.        |
| Хрвати       | —     | 71 (100,0%) | 102 (99,03%) | 157 (99,37%) |
| Црногорци    | —     | 0           | 0            | 1 (0,63%)    |
| остали       | —     | 0           | 1 (0,97%)    | 0            |
| Укупно       | 31    | 71          | 103          | 158          |